# Santa Maria Annunziata delle Turchine
Santa Maria Annunziata delle Turchine ou Igreja de Santa Maria dos Turchine era uma igreja de Roma, Itália, localizada no rione Monti, na via Francesco Sforza. Era dedicada a Nossa Senhora da Anunciação.

## História
Mariano Armellini (1891) descreveu assim esta igreja:
| “ | Esta igreja, com seu mosteiro agostiniano, fica perto da via Sforza e foi fundada em 1675 por Camilla Orsini. No altar-mor, Giuseppe Ghezzi colocou três pinturas: uma "Anunciação" ladeada por "Santa Paula abençoando seus Filhos" e "Santa Gertrudes". O título dado às religiosas era uma referência à cor de seus hábitos. Hoje a igreja foi desconsagrada e reduzida a uma sala que serve ao distrito militar de Roma | ” |
|   | — Armellini. |   |

O mosteiro foi suprimido em agosto de 1872 e os monges foram transferidos para diversos lugares antes de se assentarem definitivamente, em 1939, no atual mosteiro da via Portuense. A igreja foi desconsagrada e cedida para uso civil e atualmente serve como sede da seção provincial romana da Associação Nacional dos Paraquedistas da Itália.